# Белаците
Белаците е защитена местност в България. Разположена е в землището на село Бунцево, област Благоевград.
Разположена е на площ 0,2 ha. Обявена е на 20 май 1985 г. с цел опазване на група вековни смърчови дървета.
На територията на защитената местност се забраняват:
- всякакви дейности, които водят до повреждане или унищожаване на дърветата
- късане или изкореняване на растенията
- влизане, преминаване или паркиране на моторни превозни средства
- разкриването на кариери, провеждането на минно-геоложки и други дейности, с които се повреждат или изменят както естествения облик на местността, така и на водния и режим
- извеждане на сечи, освен санитарни
- паша на домашни животни
- всякакво строителство.[1]